# Société Dugonics

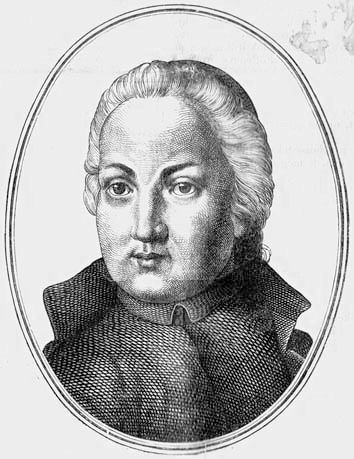
András Dugonics, gravure, 1859.

La Société Dugonics (en hongrois : Dugonics Társaság) est un cercle littéraire hongrois fondé à Szeged en 1892. Elle a été en activité jusqu'en 1952 ; interdite à cette date par le régime communiste, elle reprend son activité en 1991.
Elle tient son nom de l'écrivain hongrois András Dugonics (1740-1818).

## Histoire
les séances de lecture et les publications de la société ont marqué la vie littéraire de Szeged. Il y avait d'excellents écrivains locaux à Szeged, dont les conférences avaient beaucoup de succès, par exemple István Tömörkény (hu), Ferenc Móra, Gyula Juhász, Cserzy Mihály (hu) ; Sándor Sík (hu), directeur du département de littérature de l'université François-Joseph, y organisait également des lectures. Des scientifiques, poètes et écrivains célèbres d'autres régions du pays ont également été invités à des lectures, comme Géza Gárdonyi en 1895, Béla Vikár (hu) en 1896, Ottó Herman en 1903, Endre Ady en 1905, Áron Tamási en 1933, Miklós Radnóti de 1933 à 1939. La Société a également donné des conférences sur l'histoire naturelle, la médecine et l'ethnographie, mais la grande majorité des lectures étaient dominées par des œuvres de fiction contemporaines.
La dernière réunion de la Société Dugonics s'est tenue le 6 juin 1948. Il y a été célébré le centenaire de la révolution de 1848 avec une conférence de Gyula Ortutay.
Rétablie en 1991, la Société Dugonics a célébré en 1992 le centenaire de la fondation de la Société.